# Mansa fraudatrix
Mansa fraudatrix är en stekelart som beskrevs av Pierre L. G. Benoit 1954. Mansa fraudatrix ingår i släktet Mansa och familjen brokparasitsteklar. Inga underarter finns listade i Catalogue of Life.